# Alexandre Montfort
Alexandre Montfort (París, 12 de maig de 1803 - 12 de febrer de 1856) fou un compositor francès.
El 1830 aconseguí en el Conservatori de París, el gran premi de composició musical (Gran Prix de Rome), i després d'haver viatjat per Itàlia i Alemanya, tornà a París on va donar diversos concerts.
Se li deuen: el ball d'espectacle La chatte métamorphosée en femme, estrenat en el teatre de l'Òpera de París el 1837; les òperes La jeunesse de Chales-Quint (1841); Sainte-Cécile (1844), i La charbonière (1845) les dues òperes còmiques L'ombre d'Argentine (1853), i Deucalion et Pyrrha (1855), i diverses obres per a piano.